# Беленький, Борис Петрович
Беленький Борис Петрович (22 мая 1953, Челябинская область, г. Магнитогорск) — продюсер, режиссёр, сценарист, президент НП «Хрустальная Турандот», учредитель Первой театральной премии «Хрустальная Турандот».

## Биография

### Личная жизнь
- Отец — Беленький Пётр Самойлович (1931—1993 гг.) — выдающийся инженер-энергетик, построил Красноярскую ГЭС, Братскую ГЭС, каскад Днепропетровских гидроэлектростанций (Запорожская, Каховская и др.), награждён орденами «Трудового Красного Знамени», «Знаком Почёта».
- Мать — Дынова Анна Исааковна (1932 г.) — медицинский работник, пенсионерка.
- Дед по линии матери — Дынов Исаак Яковлевич (1903—1975 гг.) — участник Великой Отечественной войны, полный кавалер орденов Отечественной войны, награждён медалями «За оборону Сталинграда», «За взятие Берлина».
  - Жена — Елена Александровна Маркунская (1957 г.), историк, экономист.
    - Сын Игнат (1985 г.) — юрист, выпускник МГЮА (факультет международного частного права),
    - дочь Ольга (1987 г.) — психолог, магистр, выпускница МГПУ (факультет педагогики и психологии).

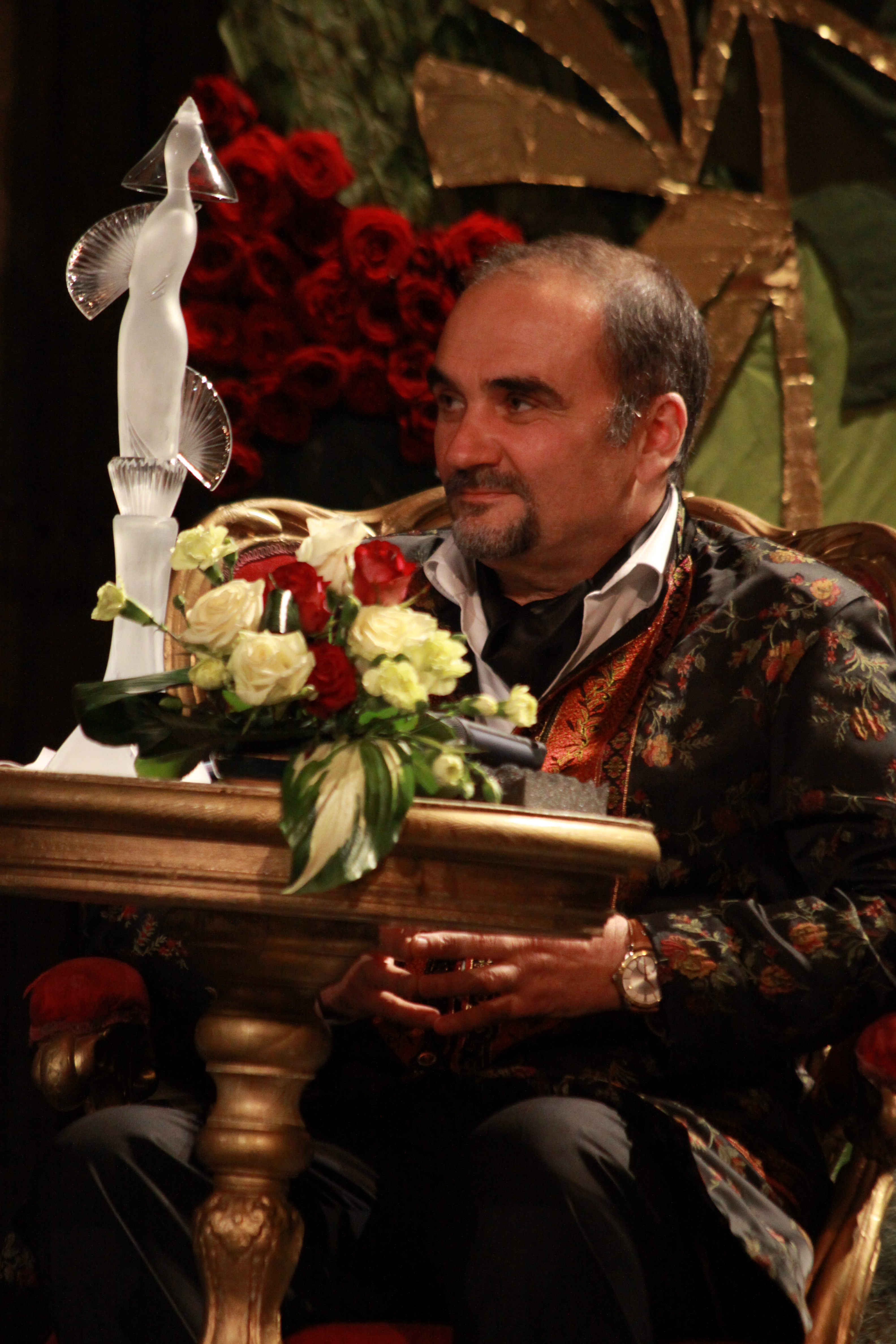
Б. П. Беленький

### Образование
В 1975 г. окончил филологический факультет Запорожского государственного университета, в 1981 г. — Высшие режиссёрские курсы Гостелерадио СССР.

### Служба в армии
1975—1976 гг. — служба в Советской армии в войсках ПВО.

### Профессиональная деятельность
1981—1983 гг. — «Укртелефильм» (г. Киев), режиссёр-постановщик.
1983—1989 гг. — Центральное телевидение (г. Москва), режиссёр-постановщик.
1989—1994 гг. — Джаз-клуб «Времена года», директор, «Джаз-театр», директор и режиссёр.
В 1986 г. по приглашению Ю. С. Саульского — режиссёр Х Московского международного джазового фестиваля.
С 1991 г. — президент Ассоциации деятелей культуры «Музы Свободы», учредитель первой независимой театральной премии России «Хрустальная Турандот».
С 2003 г. — президент Некоммерческого партнерства «Хрустальная Турандот».
С 2004 г. — генеральный продюсер и режиссёр фестиваля искусств «Человек с ружьем».

## Общественная деятельность
Учредитель театральной премии «Хрустальная Турандот» с 1991 г.
В 1991 г. организовал акцию в поддержку свободной России — «День доверия» — с участием лучших актёров, ансамблей, коллективов страны, в том числе Государственного академического ансамбля народного танца имени И. Моисеева, Литовского балета, О. Басилашвили, В. Васильевой, К. Райкина и др.
Проведение благотворительных вечеров в пользу актёров-ветеранов сцены, артистов цирка и музыкантов Московской филармонии под девизом «Спасающий — спасётся».
1993—1996 гг. — проведение благотворительной акции в поддержку театральных ВУЗов, благотворительного концерта «Слышу сердце друга» для сбора средств актёрам разгромленных чеченских театров, организация сбора средств на создание памятника Ю. Никулину у цирка на Цветном бульваре, проведение «Дней Москвы» в ЮНЕСКО.
С 2003 г. — регулярное проведение гуманитарной межконфессиональной акции «День Творца». Идея акции: искусство должно объединять людей, поэтому еврейский праздник стал межконфессиональным, в нём принимают участие и христиане, и мусульмане — творцы земные во имя творца небесного. «Тьму не разгоняют палкой, она уходит тогда, когда появляется свет…» — сказал один из еврейских мудрецов.
3 апреля 2005 г проведение благотворительного концерта «Без тебя народ неполный» с целью сбора средств в помощь попавшему в автомобильную катастрофу Н. Караченцову.
1 сентября 2005 г. — проведение международного фестиваля искусств «Человек с ружьем». На фестивале были представлены образцы отечественной и мировой культуры, посвященные защитникам Отечества — выставка живописи «Мы помним тебя, солдат», театральные спектакли, кинофорум. Фестиваль завершился концертом-парадом военных духовых оркестров и звезд российской эстрады в г. Красногорске 11 сентября 2005 г. на стадионе «Зоркий». С 2005 г. фестиваль проводится ежегодно.

## Награды
Лауреат Всесоюзного конкурса телевизионных фильмов за картину «От колыбели — на всю жизнь» (1983).